# Gödöllői Dombvidék Tájvédelmi Körzet
A Gödöllői Dombvidék Tájvédelmi Körzet területe 11 996 hektár, ebből fokozottan védett 3 128 hektár. A Tájvédelmi körzet a Duna–Ipoly Nemzeti Park Igazgatósága alá tartozik.

## Fekvése
A Gödöllőtől keletre található védett területek nagyjából Erdőkertestől Pécelig húzódnak. A Gödöllői-dombság északnyugat–délkelet irányú dombvidéke Váctól és a Cserhát délnyugati határától egészen Albertirsáig, a Tápió-vidékig nyúlik. A dombság földrajzi érdekessége, hogy kelet–nyugati vízválasztóként működik, innen nyugatra a Dunába, míg keletre a Tiszába torkolnak a vízfolyások.

## Jellemzői
A löszdombság igen változatos felszíni formákat mutat – meredek domboldalak és mély szűk völgyek, máshol széles völgyek által elválasztott lapos dombhátak, homokos, pusztai élőhelyek és mocsaras, lápos völgyek jellemzik. Az egyes területek tájoltsága is igen változatos, egyaránt előfordulnak nagy kiterjedésű északi kitettségű domboldalak és szélesebb kelet–nyugati völgyek, valamint észak–déli irányú dombsorok és északra nyitott szűk, hűvös völgyek. Ennek a párját ritkító változatosságnak köszönhetően a dombvidék – bár magasságát tekintve viszonylag egységes: száz-kétszáz méter magas dombok alkotják – igen változatos élőhelyi adottságokkal rendelkezik.

## Növény- és állatvilág

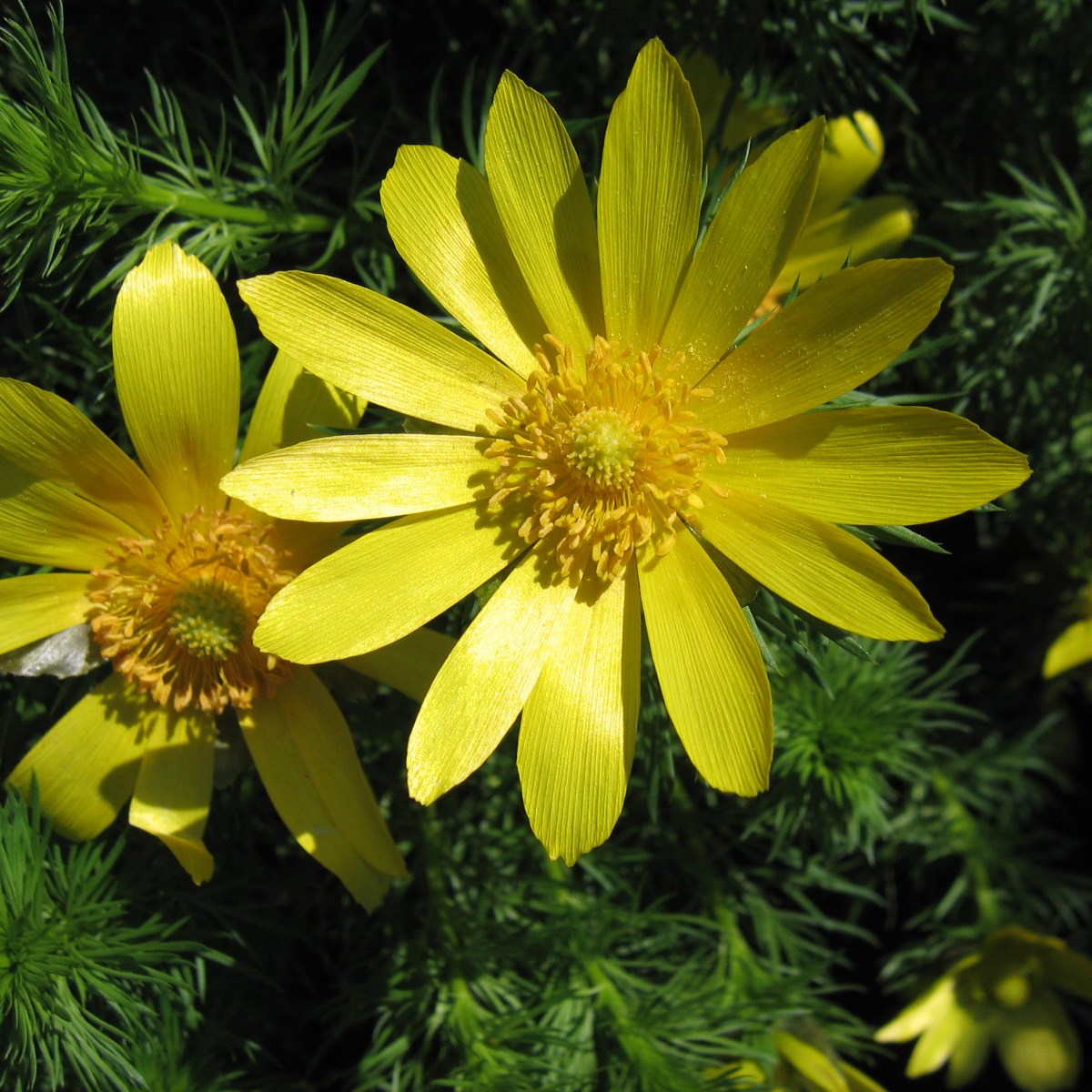
Tavaszi hérics

A gazdag és sokszínű növény- és állatvilág, a hangulatos kis belső völgyek, a szemet gyönyörködtető tocsogósok fennmaradásukat annak köszönhetik, hogy a fővároshoz közel eső terület évszázadokon át a hatalom birtokosainak pihenő- és vadászterülete volt. Ez a terület már Mátyás idejében is vadaskert volt, később a Gödöllői kastéllyal együtt Ferenc József birtokává lett, és az elmúlt időszakban is az állami vezetőknek volt fenntartva.
A melegebb domboldalak és völgyek jellegzetes és ritka erdőtársulása a melegkedvelő hársas-tölgyes, aljnövényzetében ritka orchideafajokkal, piros gólyaorral, varjúhájjal, sarlós gamandorral, tavasszal pedig több száz tő tavaszi hériccsel. A fátlan oldalak széles, délről és keletről nyitott völgyek, és a dombságba benyúló homokhátak jellemző növényzete a homokpusztai gyep.
A dombvidék délkeleti részén – Isaszeg és Pécel környékén – melegkedvelő tölgyes erdőfoltok mellett lápos, tocsogós rétek, égerlápok húzódnak. A lefolyástalan, lápos nedves társulások (pl. Babat, Fekete-puszta stb.) mocsárrétjein sárga nőszirom virágzik.
A hosszú időn át zárt – és egyes részein ma is kerítéssel körbevett – kormányzati vadászterület állatvilága is igen gazdag. Kimagaslóan értékes nagyvadállomány – őz, szarvas, vaddisznó – mellett a területen vadmacska, vidra, nyuszt, és nyest is él. Értékes madárvilága is, gyakori költőfaj a gyurgyalag, a fekete harkály, a zöld küllő, de jégmadár, darázsölyv, kabasólyom is költ, és kerecsent is látni a területen. Tovább emeli a terület madártani értékét, hogy az igen ritka karmazsinpirók fészkelése is bizonyított.

## Kulturális értékek
A Kárpát-medence központi területén elhelyezkedő Gödöllői Dombvidék kulturális, társadalomtörténeti jelentősége szintén kiemelkedő. A vidék erdeiben több helyen is találhatók szarmata, szkíta és avar emlékek: temetők, földvárak, sáncok maradványai (Valkó, Szada, Pécel környékén), és felismerhetők a híres Csörsz árok nyomai is.
A területen található Magyarország egyik legnagyobb búcsújáróhelye, Máriabesnyő kegytemploma.